# Wapiti
Cervus canadensis
Pour les articles homonymes, voir Wapiti (homonymie).
Ne doit pas être confondu avec Élan ou Wallaby.
Espèce
Répartition géographique
Statut de conservation UICN

 LC  : Préoccupation mineure
Statut CITES
Le wapiti (Cervus canadensis) est une espèce de mammifères herbivores de la famille des cervidés. Il fait partie des plus grands cervidés du monde avec le sambar mais après l'élan ou orignal. Il est presque identique au cerf élaphe d'Europe dont il a longtemps été considéré comme une sous-espèce, mais en 2004, des indices du génome mitochondrial donnent fortement à penser qu'il s'agit de deux espèces distinctes.
En anglais américain, il est appelé elk, mais ce mot désigne l'élan en anglais britannique.
Son habitat est la forêt et sa lisière. Il se nourrit essentiellement de poacées, de plantes, de feuilles et d'écorces. Son aire de répartition couvre l'Amérique du Nord et l'Asie mais il s'adapte bien dans des pays où il a été introduit comme la Nouvelle-Zélande ou l'Argentine. Cette forte capacité d'adaptation constitue une menace pour les espèces endémiques et les écosystèmes où les wapitis ont été introduits.
Pouvant atteindre la vitesse de 65 km/h sur de courtes distances, le wapiti est considéré comme un bon nageur et coureur. Il vit en moyenne environ 20 ans et est sensible à un certain nombre de maladies infectieuses, dont certaines peuvent être transmises au bétail. Les mâles ont des bois, qui se renouvellent chaque année. Leur comportement est typique en phase de rut en bramant, adoptant des postures rituelles et combattant les autres mâles rivaux pour établir leur domination.
Le wapiti est chassé comme une espèce de gibier. Sa viande est maigre et contient plus de protéines que le bœuf ou le poulet.
Certaines cultures voient dans le wapiti une force spirituelle importante. Dans certaines régions d'Asie, leurs bois et le velours qui s'y trouvent sont utilisés en médecine traditionnelle.

## Étymologie du nom
Le terme wapiti est actuellement utilisé dans différentes langues, parfois avec des variantes orthographiques, pour désigner une seule et unique espèce (Cervus canadensis). Wapiti est le nom par lequel les langues algonquiennes désignaient cet animal lors de l'arrivée des colons européens. Il provient du chouanon wa·piti signifiant littéralement « croupion blanc », comparable à l'algonquin wapitik et au cri wapitew.
En anglais canadien et américain, cet animal est appelé wapiti mais aussi elk, terme qui en anglais britannique désigne l'élan. Cela est dû au fait que les premiers explorateurs européens anglophones en Amérique du Nord étaient davantage familiarisés avec le cerf élaphe (Cervus elaphus), plus petit, et ils estimèrent que le wapiti, étant beaucoup plus grand, tenait plus de l'élan ou orignal, de sorte que pour nommer le wapiti ils utilisèrent d'abord le nom commun en anglais britannique pour l'élan. Le substantif elk s'apparente à l'allemand Elch, au danois, norvégien elg, suédois älg et, de façon plus éloignée, au mot latin alces, qui tous désignent l'élan.
Le wapiti est également appelé maral en Asie, même si cela est dû à la confusion avec le maral (Cervus elaphus maral), présent en Europe de l'Est, qui est une sous-espèce de cerf élaphe.
Une sous-espèce du wapiti, en Mongolie, est appelée wapiti de l'Altaï (en) (Cervus canadensis sibiricus), également connu sous les noms de maral de l'Altaï, de wapiti de Sibérie ou de cerf de Sibérie.

## Taxinomie
La trace la plus ancienne des ancêtres du wapiti de genre Cervus, en Eurasie, sont des fossiles de douze millions d'années, c'est-à-dire du Pliocène. Une telle preuve ne se trouve en Amérique du Nord que bien plus tard au Pléistocène, au moment où la glaciation avait créé un « pont terrestre » connu sous le nom de Béringie, qui a permis le passage d'individus. Le défunt Megaloceros giganteus n'était pas membre du genre Cervus mais plutôt le plus grand membre de la famille élargie des Cervidae, d'après les recherches.
Jusqu'en 2004, le cerf élaphe et le wapiti ont été considérés comme une seule espèce : Cervus elaphus, sur la base d'hybrides fertiles produits en captivité. Des études sur le génome mitochondrial menées sur des centaines d'échantillons de sous-espèces de cerfs, de wapiti et d'autres espèces de la famille Cervus, suggèrent fortement que le wapiti forme une espèce à part entière, laquelle a été nommée Cervus canadensis. La classification précédente de désignation Cervus elaphus avait plus d'une douzaine de sous-espèces. Cependant, les preuves génétiques concluent que le wapiti est plus étroitement lié au cerf de Thorold (Cervus albirostris) et au cerf Sika (Cervus nippon) qu'il ne l'est au cerf élaphe.
Bien que le wapiti et le cerf élaphe puissent produire des descendants fertiles en captivité, l'isolement géographique entre les espèces dans la nature et les différences dans les comportements d'accouplement indiquent que la reproduction entre les deux espèces en dehors d'un environnement contrôlé est peu probable.

### Sous-espèces

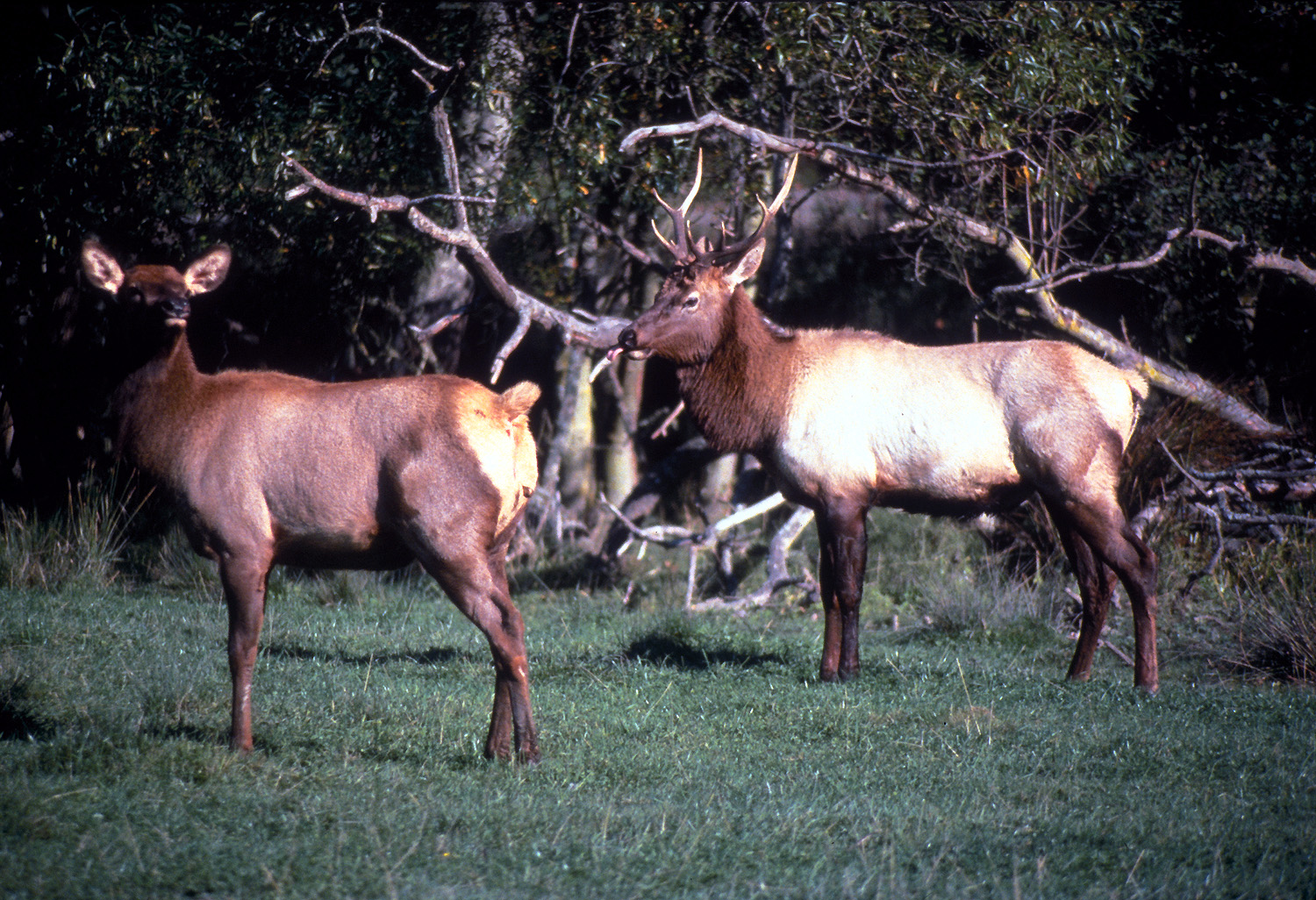
Wapiti de Roosevelt (Cervus canadensis roosevelti)

Il existe de nombreuses sous-espèces de wapitis, qui ont été décrites : six d'Amérique du Nord et quatre en provenance d'Asie. Cependant, certains taxinomistes pensent que ce sont différents écotypes ou races de la même espèce, c'est-à-dire que les animaux se sont adaptés à l'environnement local à travers des modifications d'apparence mineure et dans leur comportement. Les populations varient par la taille et la forme des bois, la taille du corps, leur pelage et leur comportement lors des périodes de reproduction. Les études génétiques de la sous-espèce eurasienne ont révélé que la variation phénotypique des bois, de la crinière et la couleur de la croupe sont fondés sur des « différences de modes de vie liées au climat ».
Sur les six sous-espèces du wapiti connues pour avoir historiquement habité l'Amérique du Nord, seules quatre demeurent: le wapiti de Roosevelt (Cervus canadensis roosevelti), le wapiti de Tule (Cervus canadensis nannodes), le wapiti de Manitoba (Cervus canadensis manitobensis) et le wapiti des montagnes rocheuses (Cervus canadensis nelsoni).
La plus importante sous-espèce du wapiti, le wapiti de Roosevelt, se trouve à l'ouest de la chaîne des Cascades, dans les États américains de Californie, d'Oregon et de Washington, et dans la province canadienne de Colombie-Britannique. Le wapiti de Roosevelt a aussi été réintroduit en Alaska,.
Les sous-espèces du wapiti de l'Est (Cervus canadensis canadensis) et du wapiti Merriani (Cervus canadensis merriami) sont éteintes depuis au moins un siècle,. La classification des quatre groupes survivants en Amérique du Nord en tant que sous-espèces est maintenue, du moins en partie, à des fins politiques pour permettre la conservation individualisée et des mesures de protection pour chaque groupe de population.

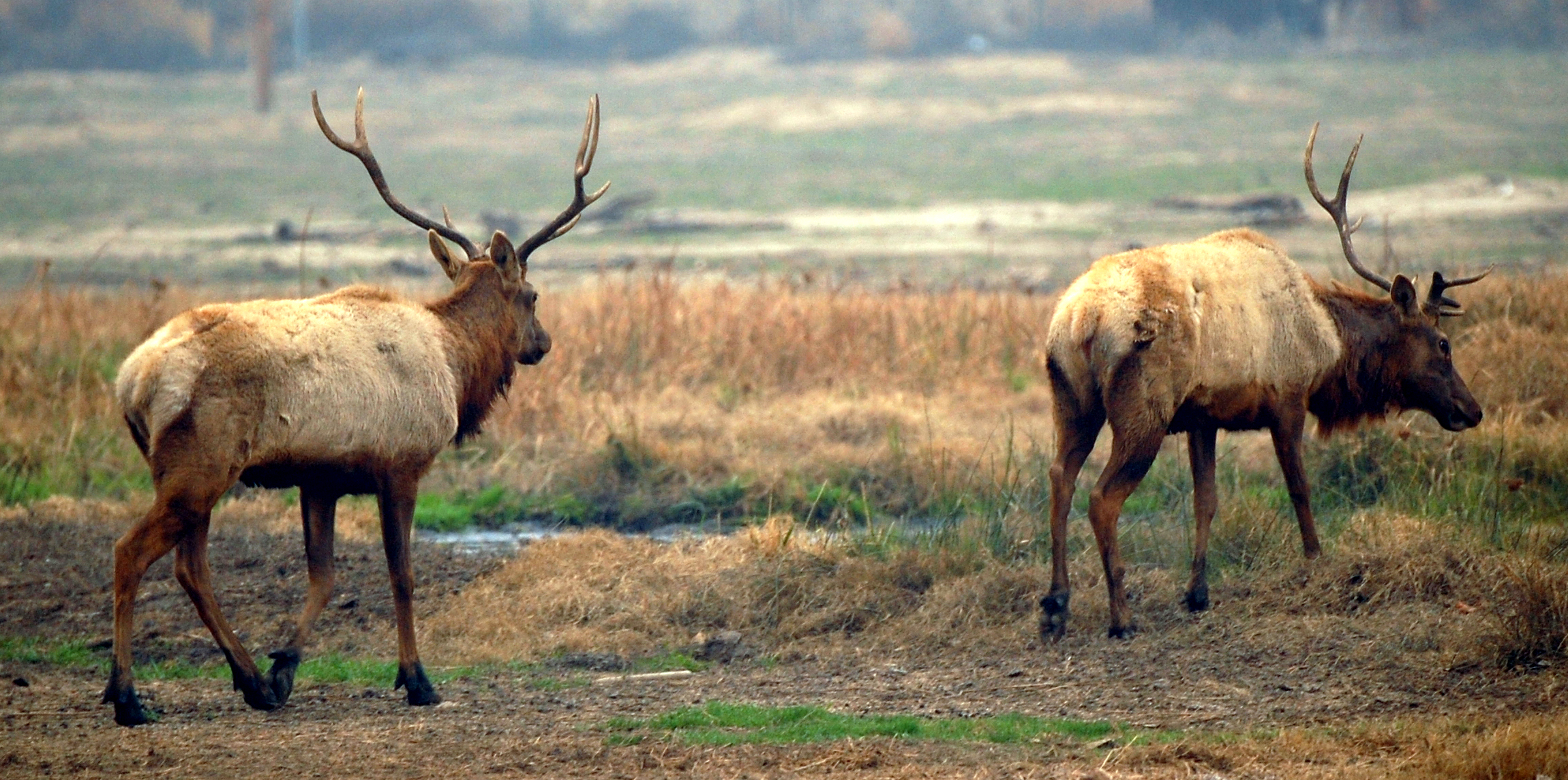
Wapiti de Tule (Cervus canadensis nannodes)

Quatre sous-espèces ont été décrites en Asie, dont notamment le wapiti de l'Altaï (Cervus canadensis sibiricus) et le wapiti de Tien-Shan (Cervus canadensis songaricus). Deux sous-espèces distinctes qui vivent en Chine et en Corée sont le wapiti Manchurian (Cervus canadensis xanthopygus) et le wapiti Ala-Shan (Cervus canadensis alashanicus). Le wapiti Manchurian est plus sombre et avec une coloration plus rougeâtre que les autres populations de wapitis. Le wapiti Ala-Shan du nord de la Chine centrale est le plus petit de toutes les sous-espèces, a une coloration plus légère et est le moins étudié par les zoologistes.
Valerius Geist, qui a écrit sur les diverses espèces de cerfs, estime qu'il n'y a que trois sous-espèces du wapiti. Geist maintient la séparation du wapiti Manchurian et du wapiti Ala-Shan, mais rassemble tous les autres dans la taxinomie principale Cervus canadensis canadensis. Les études ADN semblent confirmer également qu'il n'existe pas plus de trois ou quatre sous-espèces de wapiti. Toutes les formes américaines semblent appartenir à une seule sous-espèce. Même le wapiti de l'Altaï est plus ou moins identique aux formes américaines et pourrait donc appartenir aussi à cette sous-espèce. Toutefois, le wapiti Manchurian est clairement une forme différente du sibérien, mais ne se distingue pas du wapiti Ala-Shan. Le cerf de Mac Neill's (Cervus wallichi macneilli) et le cerf rouge tibétain (Cervus affinis affinis) appartiennent également à l'espèce du wapiti et ne sont pas distinguables les uns des autres, probablement parce qu'ils forment une seule et unique sous-espèce (Cervus canadensis kansuensis).
| Type        | Nom vernaculaire               | Nom scientifique               | Répartition                                         | Statut UICN                |
| ----------- | ------------------------------ | ------------------------------ | --------------------------------------------------- | -------------------------- |
| Espèce      | Wapiti                         | Cervus canadensis              | Amérique du Nord et Asie                            | LC - Préoccupation mineure |
| Sous-espèce | Wapiti de Roosevelt            | Cervus canadensis roosevelti   | Amérique du Nord (Washington, Oregon) et en Sibérie | LC - Préoccupation mineure |
| Sous-espèce | Wapiti de Tule                 | Cervus canadensis nannodes     | Amérique du Nord                                    | LC - Préoccupation mineure |
| Sous-espèce | Wapiti de Manitoba             | Cervus canadensis manitobensis | Amérique du Nord (Manitoba)                         | LC - Préoccupation mineure |
| Sous-espèce | Wapiti des montagnes rocheuses | Cervus canadensis nelsoni      | Amérique du Nord (Montagnes Rocheuses)              | LC - Préoccupation mineure |
| Sous-espèce | Wapiti de l'Est                | Cervus canadensis canadensis   | Est du Canada (Ontario, Québec)                     | EX - Espèce disparue       |
| Sous-espèce | Wapiti Merriani                | Cervus canadensis merriami     | Sud des États-Unis (Arizona, Nouveau-Mexique)       | EX - Espèce disparue       |
| Sous-espèce | Wapiti de l'Altaï              | Cervus canadensis sibiricus    | Asie                                                | ?                          |
| Sous-espèce | Wapiti de Tien-Shan            | Cervus canadensis songaricus   | Asie (Monts Tian)                                   | ?                          |
| Sous-espèce | Wapiti Manchurian              | Cervus canadensis xanthopygus  | Est de la Chine (Mandchourie)                       | ?                          |
| Sous-espèce | Wapiti Ala-Shan                | Cervus canadensis alashanicus  | Corée                                               | ?                          |

## Description
Le wapiti est un grand animal de l'ordre Artiodactyla Ungulata, possédant un nombre pair de doigts à chaque patte, comme les Camelus (chameaux et dromadaires), les chèvres et les bovins. C'est l'une des espèces de ruminants, avec un estomac à quatre « chambres ». Il se nourrit de poacées, de plantes, de feuilles et d'écorce. Au cours de l'été, le wapiti mange presque constamment, consommant entre quatre et sept kilogrammes par jour. En Amérique du Nord, les mâles sont appelés bulls (taureaux), et les femelles sont appelées cows (vaches). En Asie, les termes stag et hind respectivement, sont parfois utilisés.

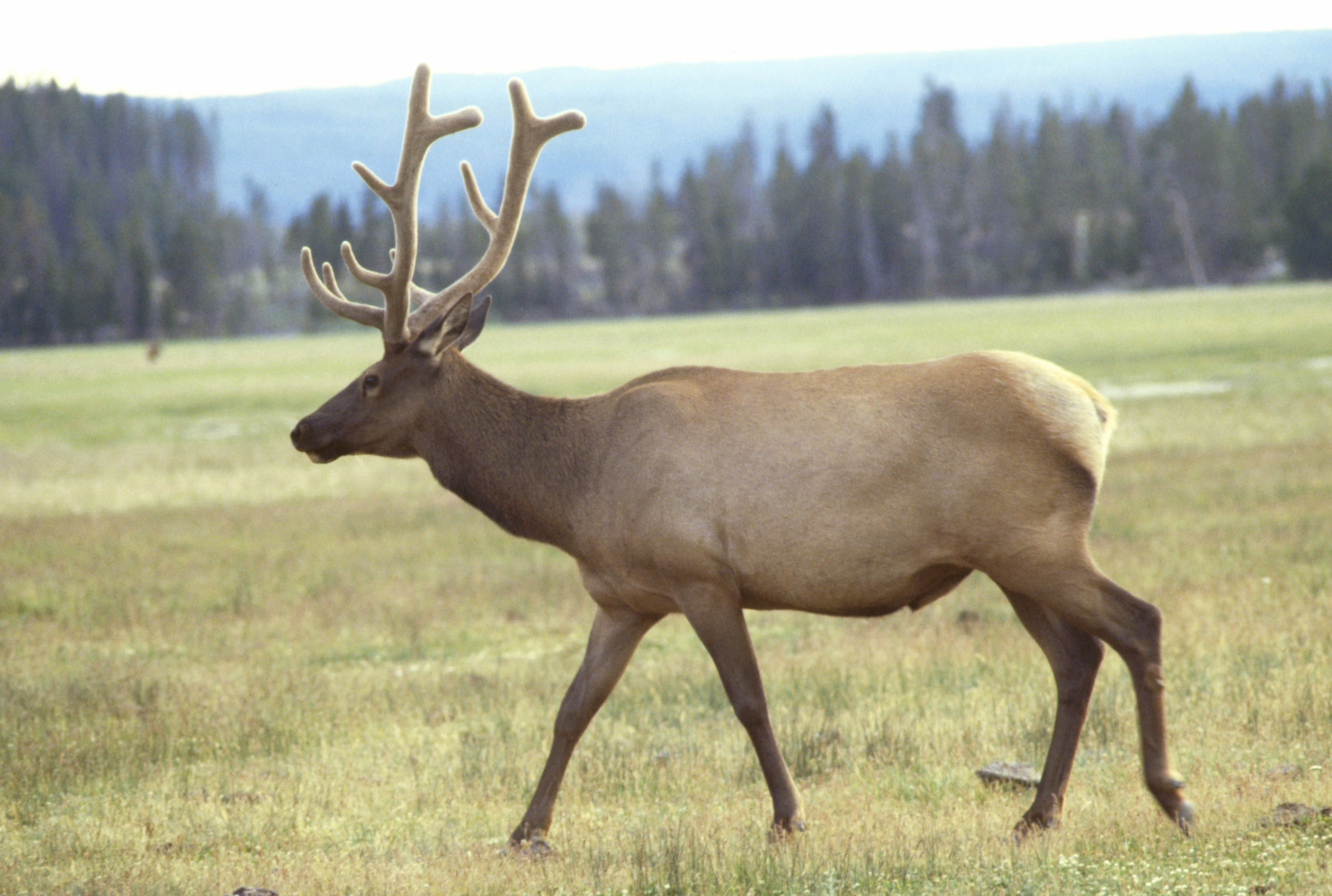
Wapiti de profil

Le wapiti est deux fois plus lourd que le cerf hémione, a une teinte plus rougeâtre due à la coloration de ses poils, une croupe plus blanche et une plus petite queue. L'élan est plus gros et plus foncé que le wapiti, les mâles ont des bois différents et l'élan ne se regroupe pas en troupeau. La femelle wapiti pèse en moyenne 225 kg, mesure 1,3 m à l'épaule, et fait deux mètres du nez à la queue. Le mâle est environ 25 % plus grand que la femelle, d'un poids moyen de 320 kg, mesure 1,5 m à l'épaule et fait une moyenne de 2,5 m de longueur. En Alaska, des mâles du wapiti de Roosevelt ont été décrits comme pesant jusqu'à 600 kg,.
Seuls les mâles ont des bois, qui commencent à pousser au printemps et tombent chaque hiver. Les plus grands bois peuvent faire 1,2 m de long et peser 18 kg. Ils sont faits d'os qui peut croître de 2,5 cm par jour. Alors qu'ils poussent activement, les bois sont couverts et protégés par une couche souple de tissu tégumentaire très vascularisée connue sous le nom de « velours ». Le velours disparaît au cours de l'été, lorsque les bois sont pleinement développés. Les mâles peuvent avoir huit « cors » (branches) ou plus sur chaque bois, mais ce nombre n'a rien à voir avec l'âge ou la maturité d'un animal particulier. Les wapitis de Sibérie et d'Amérique du Nord ont les plus grands bois alors que le wapiti de l'Altaï a les plus petits. La formation et la rétention de bois est axée sur la testostérone de l'animal. Après la saison de reproduction à la fin de l'automne, le niveau de phéromones libérées au cours de l'œstrus baisse et le taux de testostérone des mâles baisse en conséquence. Cette baisse de la testostérone conduit à la perte des bois, habituellement au début de l'hiver.

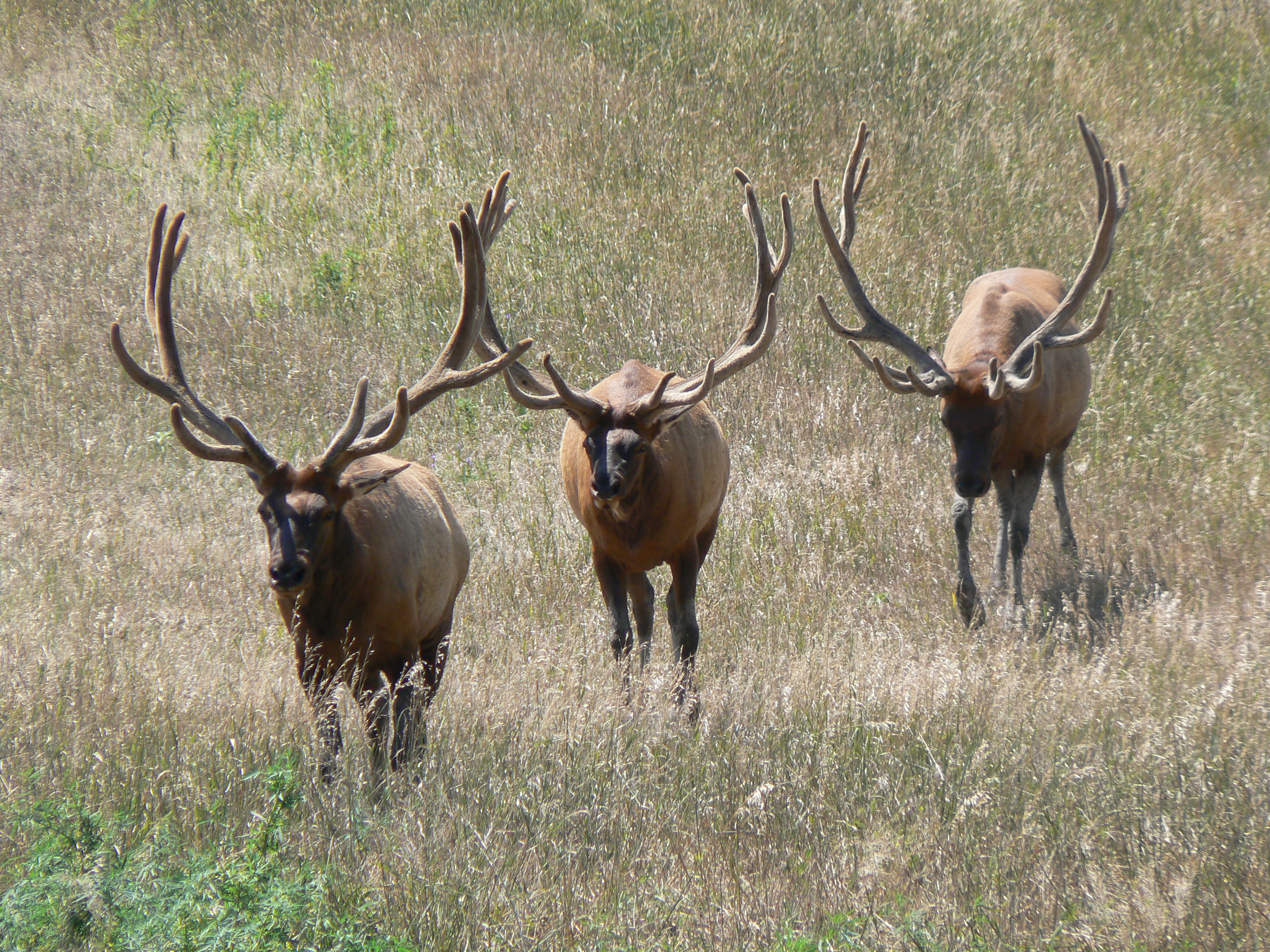
Ces wapitis mâles, ici au Nebraska, sont à l'origine des wapitis des montagnes rocheuses dont le comportement a été modifié à cause de leur captivité et de la pression de sélection plus faible. Leur bois sont bien visibles.

Au cours de l'automne, le wapiti développe un épais manteau de poils, ce qui contribue à l'isoler des températures fraîches de l'hiver. Les mâles, femelles et petits des wapitis de Sibérie et d'Amérique du Nord ont tous une mince crinière sur leur cou mais les femelles et les jeunes Manchurian et Ala-Shan n'en ont pas. Au début de l'été, le lourd manteau d'hiver disparaît, et les wapitis sont connus pour se frotter contre les arbres et d'autres objets de leur environnement pour les aider à éliminer les poils sur leur corps. Tous les wapitis ont une petite croupe clairement définie, plus blanchâtre, avec une queue courte. Ils ont différentes colorations selon les saisons et les types d'habitats, variant du gris relativement clair en hiver au plus rougeâtre et plus sombre en été. Les sous-espèces vivant dans les climats arides ont tendance à avoir des manteaux de couleur plus claire que ne le font ceux qui vivent dans les forêts. La plupart ont un manteau clair, jaune-brun à brun-orange, contrastant avec le brun foncé des poils sur la tête, le cou et les jambes au cours de l'été. Le wapiti Manchurian, étant adapté à la forêt, et le wapiti Ala-Shan ont des manteaux brun-rouge plus sombres avec moins de contraste entre les différentes parties de leur corps durant les mois d'été. Les petits naissent tachetés, communément avec de nombreuses espèces de cerf, et ils perdent leurs taches vers la fin de l'été. Le wapiti Manchurian adulte peut conserver quelques taches orange sur le dos de son manteau d'été jusqu'à ce qu'il soit plus âgé. Cette caractéristique a également été observée chez le cerf élaphe européen, adapté à la forêt.

## Répartition
Les sous-espèces modernes sont les descendantes de wapitis de Béringie, une région de steppe entre l'Asie et l'Amérique du Nord, qui reliait les deux continents au cours du Pléistocène. La Béringie a fourni une voie de migration pour de nombreuses espèces de mammifères, dont l'ours brun, les rennes et les élans, ainsi que les humains. Lorsque le Pléistocène a pris fin, le niveau des océans a commencé à augmenter ; le wapiti a migré vers le sud en Asie et en Amérique du Nord. En Amérique du Nord, il s'est adapté à presque tous les écosystèmes, sauf pour la toundra désertique et la côte du Golfe dans les États-Unis actuels. Les wapitis du sud de la Sibérie et de l'Asie centrale ont été à l'époque plus répandus qu'aujourd'hui, mais se limitant aux chaînes montagneuses à l'ouest du lac Baïkal, y compris les monts Saïan et l'Altaï en Mongolie, et la région de monts Tian près des frontières actuelles du Kirghizistan, du Kazakhstan et de la Chine. L'habitat du wapiti de l'Altaï en Asie est similaire à celui de la sous-espèce du wapiti des montagnes rocheuses en Amérique du Nord.
Partout, ils vivent dans la forêt et en bordure de celle-ci, comme d'autres espèces de cerf. Dans les régions montagneuses, ils sont souvent à plus haute altitude en été, migrant vers le bas des montagnes l'hiver. Les wapitis s'adaptent très bien et habitent aussi bien les semi-déserts de l'Amérique du Nord, comme le Grand Bassin des États-Unis. Le wapiti Manchurian et Ala-Shan sont principalement dans des forêts et leurs bois de plus petite taille sont probablement une adaptation à cet environnement forestier.
Dans l'est du Canada, l'espèce était présente à l'origine au Québec et en Ontario ; la rude compétition avec les autres cervidés a entraîné sa disparition en 1835 à l'est du Manitoba.

### Introductions

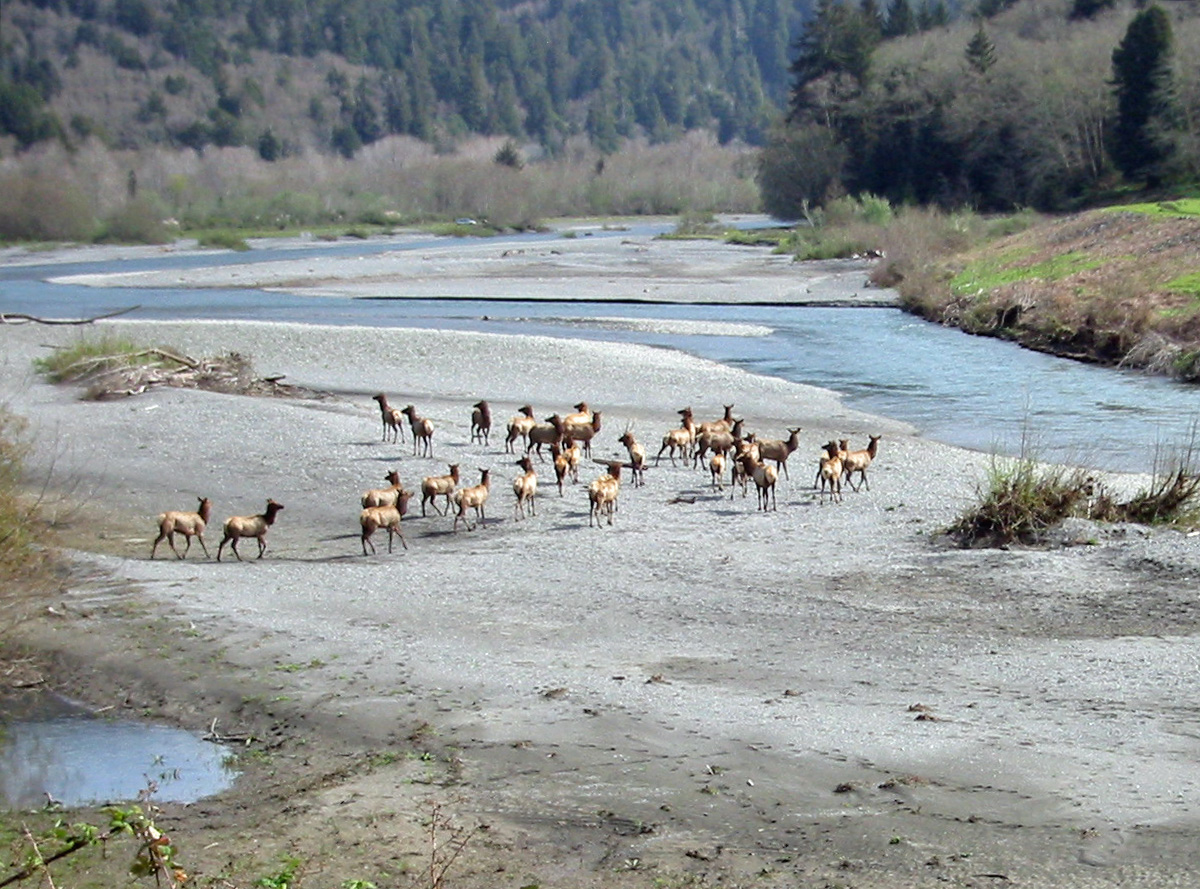
Troupeau de wapitis de Roosevelt au parc national de Redwood.

La sous-espèce du wapiti des montagnes rocheuses a été réintroduite par des groupes de chasseurs dans la région des Appalaches dans l'Est des États-Unis, où le wapiti de l'Est, désormais disparu, vivait. Plus tard, les wapitis ont été réintroduits dans les États américains du Kentucky, de la Caroline du Nord et du Tennessee, et ils firent des migrations dans les États voisins de la Virginie et de la Virginie-Occidentale, y établissant une population permanente. Le wapiti a également été réintroduit dans un certain nombre d'autres d'États, dont la Pennsylvanie, le Michigan et le Wisconsin. À partir de 1989, les chiffres de la population du wapiti des montagnes Rocheuses ont été estimés à 782 500 individus, et le nombre estimé de toutes les sous-espèces en Amérique du Nord a dépassé le million. Avant la colonisation européenne en Amérique du Nord, il y avait environ dix millions de wapitis sur le continent. La population mondiale du wapiti, en comptant ceux en captivité et dans la nature, est d'environ deux millions.
En dehors de leur habitat, le wapiti et les autres espèces de cerf ont été introduits dans des zones qui avaient à l'origine peu ou pas de grands ongulés. Portés dans ces pays par la chasse et l'élevage (viande, cuir et velours), ils se sont révélés hautement adaptables et ont souvent eu un impact négatif sur les écosystèmes locaux.
Le wapiti et le cerf élaphe ont été introduits en Argentine et au Chili au début du XXe siècle. Là, ils sont maintenant considérés comme une espèce invasive, empiétant sur les écosystèmes où ils sont en concurrence pour la nourriture avec les populations autochtones de huemul et d'autres herbivores.
Cet impact négatif sur les espèces animales a conduit l'Union internationale pour la conservation de la nature (UICN) à identifier le wapiti comme l'un des cent pires « envahisseurs »[à vérifier]. Les deux espèces ont également été introduites en Irlande et en Australie,.
L'introduction de cerfs en Nouvelle-Zélande a commencé dans le milieu du XIXe siècle, et leur population actuelle est essentiellement européenne (cerf élaphe) avec seulement 15 % de wapitis. Ces cerfs ont eu un impact négatif sur la régénération de la forêt et de certaines espèces végétales, qu'ils consomment plus qu'il ne le faudrait et qui sont, de fait, remplacées par d'autres qui sont moins prisées du wapiti. L'impact à long terme sera une modification des types de plantes et d'arbres, et d'autres espèces animales et végétales qui en dépendent. Comme au Chili et en Argentine, l'UICN a déclaré que les populations de cerfs élaphe et de wapitis en Nouvelle-Zélande sont une espèce invasive. Il y a plus de 250 individus en captivité.

## Comportement
Les wapitis adultes restent le plus souvent dans des troupeaux homogène d'un seul sexe. Au cours de la période d'accouplement, connue sous le nom de rut, les mâles matures entrent en concurrence pour obtenir les attentions des femelles et essayer de défendre les femelles de leur harem. Les mâles rivaux se défient par des oppositions physiques et par le brame. Les oppositions sont au début sans contact, deux mâles se faisant face et évaluant les bois et la puissance du rival. Si aucun mâle ne recule, ils s'engagent dans une lutte violente avec les bois, ce qui entraîne parfois de graves blessures. Les mâles creusent également des trous dans le sol, dans lesquels ils urinent et roulent leur corps, absorbant l'urine dans leurs poils et leur donnant donc une odeur qui attire les femelles[réf. à confirmer].

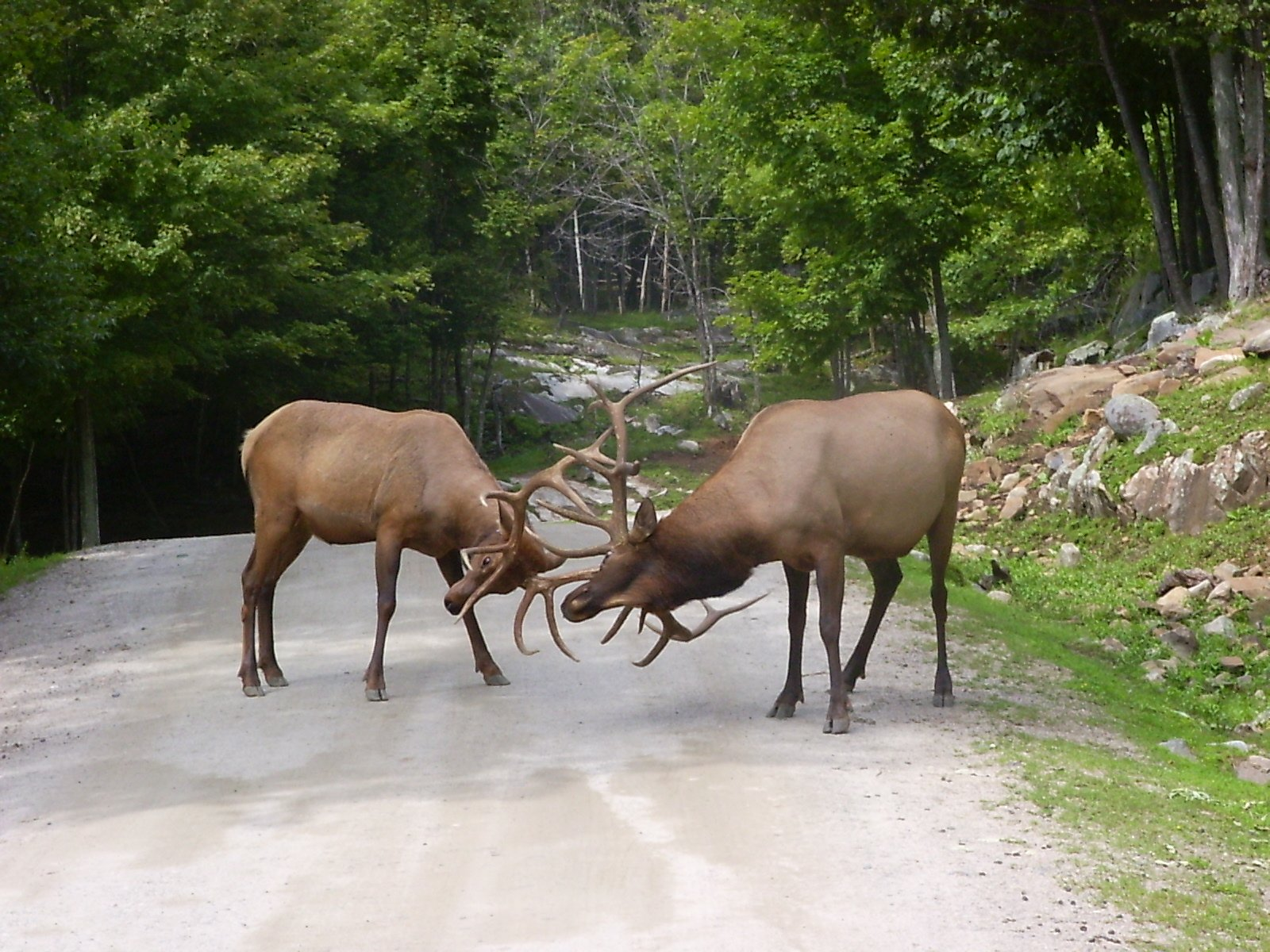
Deux wapitis mâles luttant

Les mâles dominants suivent les groupes de femelles au cours du rut, du mois d'août au début de l'hiver. Un mâle va défendre son harem d'une vingtaine de femelles ou plus, selon la concurrence entre les mâles et la présence de prédateurs. Seuls les mâles matures ont des harems et arrivent à se reproduire avec succès, normalement vers l'âge de huit ans. Les mâles de deux à quatre ans et ceux de plus de onze ans ont rarement des harems, et passent la plupart du rut autour des grands harems. Les mâles jeunes et moins jeunes qui acquièrent malgré tout un harem le font plus tard dans la saison de reproduction que les mâles dominants. Un mâle avec un harem se nourrit rarement et peut perdre jusqu'à 20 % de son poids. Les mâles qui entrent en rut en mauvais état sont moins susceptibles de tenir jusqu'à la période de pointe de reproduction et n'ont pas la force de survivre aux rigueurs de l'hiver qui arrive[réf. à confirmer].
Les mâles ont une forte vocalisation composée de cris et connue sous le nom de « brame », qui peut être entendue à des kilomètres à la ronde. Ce brame est souvent associé à une adaptation aux environnements ouverts tels que les parcs, les prairies et les savanes, où le son peut se propager sur de grandes distances. Les femelles sont plus attirées par les mâles qui brament souvent et ceux qui ont le brame le plus fort. Le brame est plus fréquent au début et en fin de journée. C'est l'un des sons les plus distinctifs de la nature, semblable au hurlement du loup.

### Cycle de vie et gestation

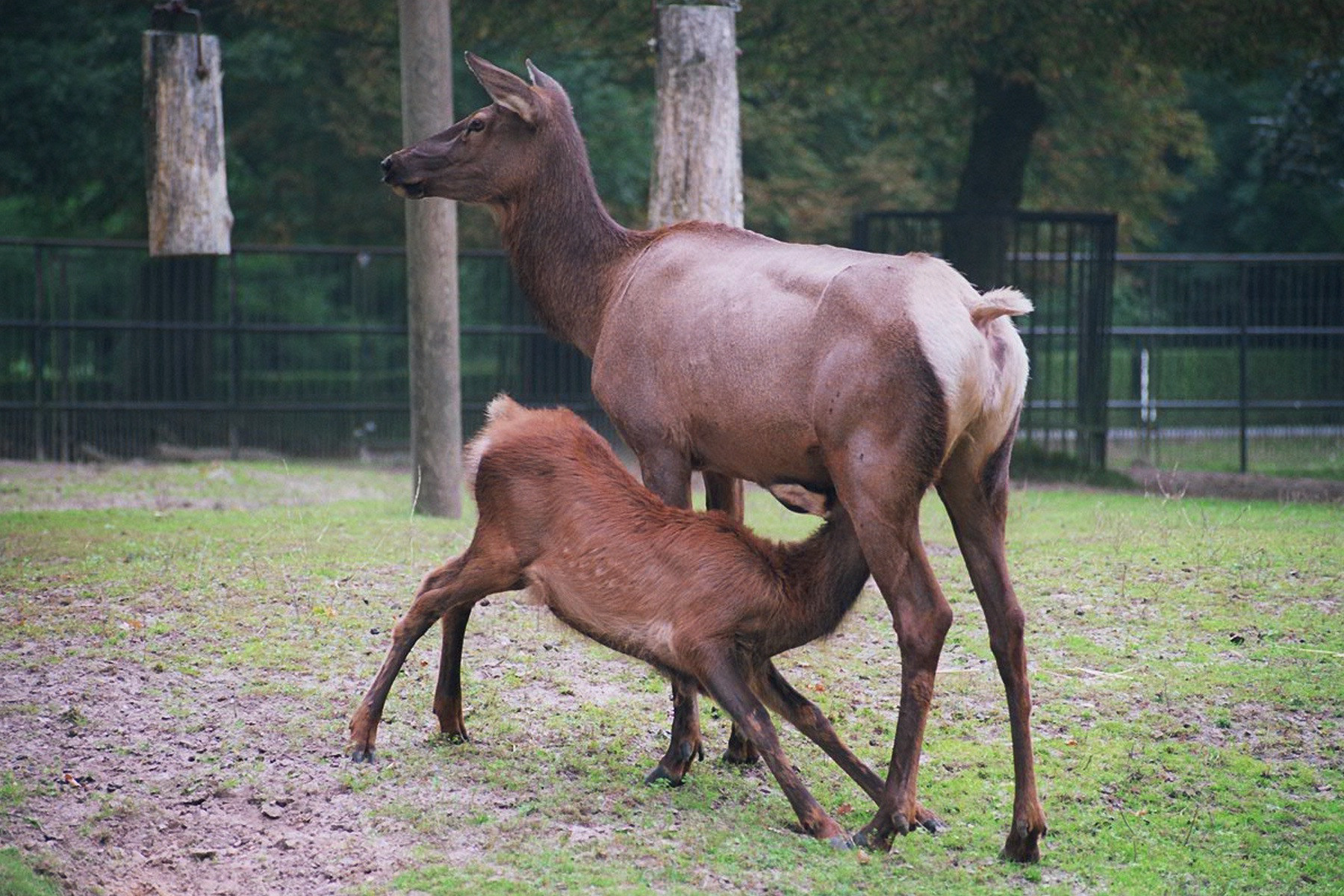
Femelle allaitant un jeune wapiti.

Les wapitis femelles ont un cycle d'œstrus de seulement un jour ou deux et les accouplements sont généralement d'une douzaine de tentatives ou plus. À l'automne de leur deuxième année, la femelle peut donner naissance à un petit et, très rarement, à deux, bien que la reproduction soit plus fréquente lorsque les femelles pèsent au moins 200 kg.
La période de gestation est de 240 à 262 jours et la progéniture pèse entre 15 et 16 kg. Lorsque les femelles sont proches de mettre bas, elles ont tendance à s'isoler du troupeau principal, et resteront isolées jusqu'à ce que le petit soit assez grand pour échapper à des prédateurs.[source insuffisante] Les petits naissent tachetés et perdent leurs taches avant la fin de l'été, sauf pour le wapiti Manchurian qui peut conserver quelques taches orange sur le dos de son manteau jusqu'à ce qu'il devienne plus âgé.
Après deux semaines, les petits sont en mesure de rejoindre le troupeau et sont totalement sevrés à deux mois. Ils pèsent autant qu'un cerf de Virginie adulte vers six mois et restent avec leur mère pendant près d'un an, ce qui laisse à peu près le temps qu'il faut pour que naissent les petits de la prochaine saison. La période de gestation est la même pour toutes les sous-espèces.
Le wapiti peut vivre vingt ans ou plus en captivité, mais en moyenne seulement dix à treize ans dans la nature. Pour certaines sous-espèces qui souffrent moins de la prédation, ils peuvent vivre en moyenne quinze ans dans la nature.

### Relations proie-prédateurs
Après la disparition des grands félins nord-américains le principal prédateur du wapiti (hormis l'homme) est le puma, et dans une moindre mesure le loup. Le wapiti mâle conserve ses bois (jusqu'à plus de 1,2 m chacun) plus de la moitié de l'année. Il est moins susceptible d'être en groupe avec d'autres mâles tant qu'il les porte. Ces bois sont aussi un moyen de défense, et l'animal (mâle ou femelle) quand il (elle) est provoqué(e) peut aussi se dresser sur les pattes arrière et donner des coups de sabots quand il se sent menacé.
Les bois sont considérés comme étant des moyens de défense sexuellement sélectionnées. Chez les mammifères herbivores de telles "armes" sont fréquentes chez les mâles polygames et elles semblent jouer un rôle important dans le succès de reproduction pour les mâles dominants.
Une fois leur bois perdus, les mâles (pouvant atteindre 250 kg) tendent à former des groupes homogènes, ce qui leur permet de collaborer pour se défendre des prédateurs. Les hardes utilisent souvent un ou quelques éclaireurs qui surveillent les alentours pendant que les autres mangent et se reposent.
Une étude récente a montré que quand les mâles perdent leurs bois, ils sont plus facilement ciblés et tués par leurs prédateurs,. Or les mâles dotés d'une grande ramure sont plus anciens et ont plus de chances de se reproduire en automne. Ces mâles après la reproduction vont perdre leurs bois début mars, quand d'autres (les jeunes notamment) vont les conserver jusqu'en avril. En théorie les wapitis mâles qui perdent leurs bois au plus tôt sont aussi ceux qui les verront repousser plus tôt et plus grand et gros l'année suivante, ce qui augmente leur succès de reproduction. Cependant la relation prédateur-proie interfère aussi avec ce processus :
On a constaté dans le Parc national de Yellowstone (sur la base de plus de 10 ans de suivi) qu'en fin d'hiver les prédateurs vont plutôt cibler les mâles ayant déjà perdu leurs bois (qui sont aussi supposés avoir été les meilleures reproducteurs la saison précédente). En général les prédateurs se concentrent sur les proies les plus faibles et les plus malades et éliminent de fait une partie des anciens mâles au profit pour la harde d'animaux plus jeunes.
Après le rut, les femelles forment de grands troupeaux atteignant parfois la cinquantaine d'individus.
Un contact sonore très régulier est maintenu avec les nouveau-nés, ce qui entretient au sein de grands troupeaux un bruit de fond constant toute la journée. Lorsqu'elles sont harcelées par des prédateurs, les femelles les plus grandes et plus robustes leur font face en utilisant leurs pattes avant pour se défendre. Des grognements gutturaux et les comportements de défiance sont efficaces pour dissuader la plupart des prédateurs.
Les meutes de loups et de coyotes et le puma (solitaire) sont les prédateurs les plus fréquents, bien que l'ours brun et l'ours noir chassent aussi le wapiti. Dans le Greater Yellowstone Ecosystem, qui comprend le parc national de Yellowstone, les ours sont les plus importants prédateurs des petits. En Asie les grands prédateurs sont notamment le dhole, l'ours brun, le tigre de Sibérie, la panthère de Chine et l'once. Le lynx boréal et les sangliers peuvent parfois prendre en proie le wapiti de l'Altaï.
La quasi-disparition des loups dans certaines régions du monde où ils étaient présents a entraîné l'augmentation du nombre de wapitis, ce qui pousse les chasseurs à les tirer pour diminuer leur nombre, comme dans le parc national de Banff, car une surpopulation risquerait de perturber tout l'écosystème local.

### Migration
Comme c'est le cas pour de nombreuses espèces de cerf, en particulier ceux des régions montagneuses, le wapiti migre dans les zones de plus grande altitude au printemps, à la suite de la fonte des neiges, et redescend à l'automne. La chasse a aussi des effets sur les migrations et ses mouvements. Au cours de l'hiver, le wapiti favorise les zones boisées et les vallées abritées du vent, cherchant des écorces d'arbres à manger. Le wapiti de Roosevelt ne migre généralement pas en raison de la moins forte variabilité saisonnière des sources de nourriture.

## Maladies de l'espèce

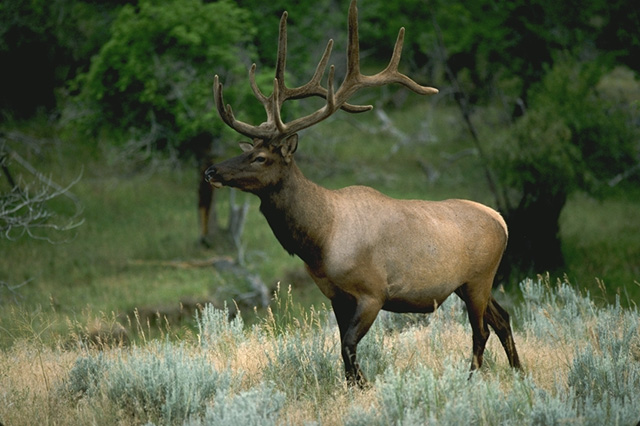
Wapiti dans le Wyoming.

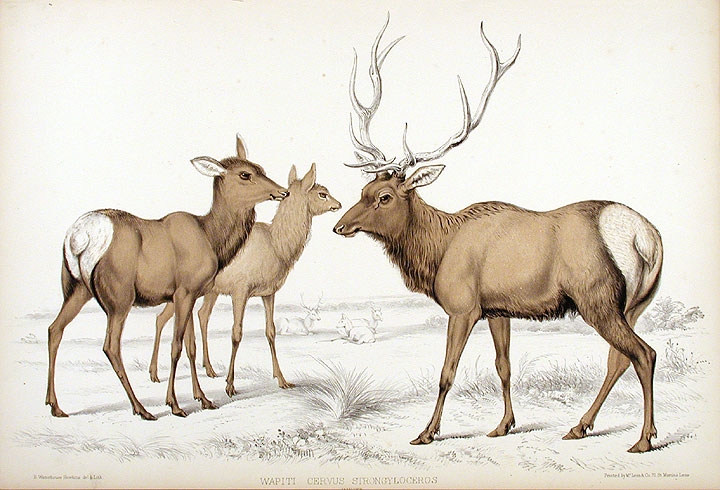
Wapitis par Benjamin Waterhouse Hawkins, vers 1850.

Au moins 53 espèces de protistes et de parasites animaux ont été identifiés chez le wapiti. À quelques exceptions près, ces parasites ne conduisent pas à une mortalité significative chez les individus sauvages et en captivité.
Le Parelaphostrongylus tenuis (en) est un nématode parasite connu pour affecter la moelle épinière et les tissus du cerveau du wapiti et d'autres espèces, ce qui conduit à la mort. L'hôte définitif est le cerf de Virginie, où le parasite n'a normalement pas d'effets visibles. Les escargots et les limaces, hôtes intermédiaires de ce parasite, peuvent être consommés par inadvertance lorsque le wapiti se nourrit d'herbes.
Le wapiti s'est montré sensible à la maladie débilitante chronique (CWD en anglais), maladie dégénérative à prion. Celle-ci a été diagnostiquée indépendamment de la région d'Amérique du Nord où se trouve le wapiti, la première fois à la fin des années 1960 chez le cerf hémione. La maladie a ensuite touché le wapiti sur les exploitations agricoles et dans la nature dans un certain nombre de régions. Le wapiti qui a contracté la maladie commence à perdre du poids, a besoin de boire plus, est désorienté et apathique, et à un stade avancé de la maladie, meurt. La maladie est proche de l'encéphalopathie spongiforme bovine mais il n'y a pas de risques pour les êtres humains et elle ne représente pas une menace pour le bétail. En 2002, la Corée du Sud a interdit l'importation de velours de bois de wapiti en raison de préoccupations au sujet de cette maladie.
Le wapiti peut être touché par la brucellose. Aux États-Unis, le Greater Yellowstone Ecosystem est le seul endroit où la maladie est encore connue. Chez les bovins domestiqués, la brucellose entraîne la stérilité, des fausses-couches et une réduction de la production de lait. Elle est transmise à l'homme sous la forme de borréliose, produisant des symptômes pseudo-grippaux qui peuvent durer des années. Bien que les bisons soient plus susceptibles de transmettre la maladie à d'autres animaux, le wapiti peut la transmettre par inadvertance aux chevaux dans le Wyoming et aux bovins dans l'Idaho. Les chercheurs tentent d'éradiquer la maladie par la vaccination et des mesures de gestion de troupeau.
Une récente étude sur l'autopsie de wapitis en captivité en Pennsylvanie attribua la cause du décès dans 33 cas sur 65, soit à des parasites gastro-intestinaux (21 cas, principalement Eimeria et Ostertagia) ou à des infections bactériennes (12 cas, principalement la pneumonie).
Certains parasites, tels que le Fascioloides magna (en) ou Dictyocaulus viviparus (en) se trouvent chez le wapiti, même s'ils sont généralement peu significatifs dans cette espèce. Depuis que des études ont montré que l'infection de certaines espèces de bétail par l'un ou l'autre de ces parasites était souvent mortelle, leur présence dans les troupeaux de wapitis est considérée comme « préoccupante ».

## Symbolisme culturel
Le wapiti a joué un rôle important dans l'histoire culturelle d'un certain nombre de peuples. Pictogrammes et pétroglyphes du wapiti ont été sculptés dans les falaises par les Anasazis il y a des milliers d'années, dans le sud-ouest des États-Unis. Plus récemment, des tribus nord-amérindiennes des États-Unis dont les Kootenay, les Cris, les Pikunis, les Ojibwés et les Pawnees, ont produit des couvertures et des vêtements en peaux de wapiti.
Le wapiti est d'une importance particulière pour les Lakotas et a joué un rôle spirituel dans leur société. À la naissance, les hommes Lakota reçoivent une dent de wapiti dans l'espérance d'avoir une longue durée de vie, car cet organe est considéré comme la dernière partie du wapiti mort à pourrir. Le wapiti est considéré comme ayant une forte puissance sexuelle et les jeunes hommes Lakota qui avaient rêvé du wapiti recevaient un symbole de la représentation mythique de l'animal sur leur habit de cérémonie comme un signe de « prouesse » sexuelle. Les Lakota estimaient que le wapiti mythique et spirituel, et non le réel, était un professeur pour l'homme et l'incarnation de la force, de la puissance sexuelle et du courage.

Le drapeau du Michigan montre un wapiti et un élan.

Des pétroglyphes du Néolithique retrouvés en Asie représentent des femelles wapiti (sans bois), qui ont été interprétés comme symbolisant la renaissance et la subsistance. Au début de l'âge du bronze, le wapiti est représenté moins fréquemment dans l'art rupestre, ce qui coïncide avec une transformation culturelle loin de la chasse.
Le wapiti des montagnes rocheuses est le symbole animal de l'État de l'Utah. Une image d'un wapiti et d'un élan figure sur le drapeau du Michigan.

## Aspects sanitaires
Les cervidés se montrent sensibles à une maladie émergente (CWD) et sont à la fois confrontés à une fragmentation écologique croissante de leurs territoires et à une augmentation du nombre de tiques et de certaines maladies transmises par ces tiques.
De même on a montré à Yellowstone que l'agrainage (offre d'alimentation supplémentaire en hiver) a aussi des effets négatifs pour les wapitis : attirer un nombre important d'individus au même endroit, notamment en hiver, est en effet aussi un facteur exacerbant la transmission de parasites, dont via les excréments qui contaminent la nourriture, ou en favorisant la promiscuité d'individus sains avec d'autres malades et contagieux. La mise à disposition de pierres à sel ou d'aliments appétents, ou d'autres techniques (clôtures...) visant à fixer les cerfs localement dans un massif ou un territoire de chasse, peuvent augmenter les risques de consanguinité et avoir des effets sur la santé des cerfs eux-mêmes, mais aussi sur des animaux des fermes proches ou pour l'homme quand les maladies sont des zoonoses.

## Commerce
Bien que les chiffres pour chacune des espèces de gibier ne soient pas disponibles, une enquête nationale du United States Fish and Wildlife Service de 2006 a démontré que la chasse aux wapitis sauvages semble être le principal impact économique.
Les wapitis sont détenus en captivité ou en élevage, pour la chasse, la production de viande et de velours. Le wapiti en tant que gros gibier est prisé pour les chasseurs ; la chasse close, ou chasse en milieu clos permettant au chasseur qui paie un droit d'entrée d'avoir une garantie d'abattre un animal, s'est développée. Les wapitis ne sont que rarement utilisés pour la production de viande sur une grande échelle, mais certains restaurants proposent cette viande comme une spécialité et elle est également disponible dans certaines épiceries. La viande a un goût proche de la viande de chevreuil, contient plus de protéines et est moins grasse que le bœuf ou le poulet. La viande est également une bonne source de fer, de phosphore et de zinc, et elle est une des viandes les plus pauvres en cholestérol (55 mg/100g),.

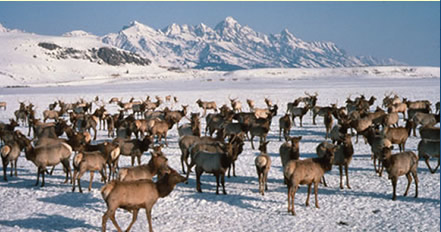
National Elk Refuge (Wyoming).

Un wapiti mâle peut produire de 10 à 11 kg de velours chaque année et, sur les ranchs des États-Unis, du Canada et de Nouvelle-Zélande, ce velours est recueilli et vendu sur les marchés en Asie de l'Est, où il est utilisé en médecine traditionnelle. Le velours est également considéré par certaines cultures comme un aphrodisiaque. Les bois sont aussi utilisés dans des œuvres d'art, meubles et autres articles décoratifs. Toutes les sous-espèces asiatiques, ainsi que d'autres cerfs, ont été élevées pour leur bois : en Asie centrale et orientale par les Hans, les peuples turcs, les Toungouses, les Mongols et les Coréens. Les exploitations agricoles de wapitis sont relativement communes en Amérique du Nord et en Nouvelle-Zélande.
Les peaux de wapitis ont été utilisées depuis des milliers d'années pour couvrir les tipis, faire des couvertures, des vêtements et des chaussures. L'utilisation moderne est plus décorative, mais des chaussures, gants et ceintures en peau de wapiti ne sont pas rares.
Depuis 1967, les Boy Scouts of America ont aidé les employés du National Elk Refuge, dans le Wyoming, en collectant les bois qui tombent chaque hiver. Les bois sont ensuite vendus aux enchères et la plupart des bénéfices réinvestis au refuge. En 2006, 3 200 kg de bois ont été vendus aux enchères, rapportant près de 76 000 $.